# یلنا آودیسیان

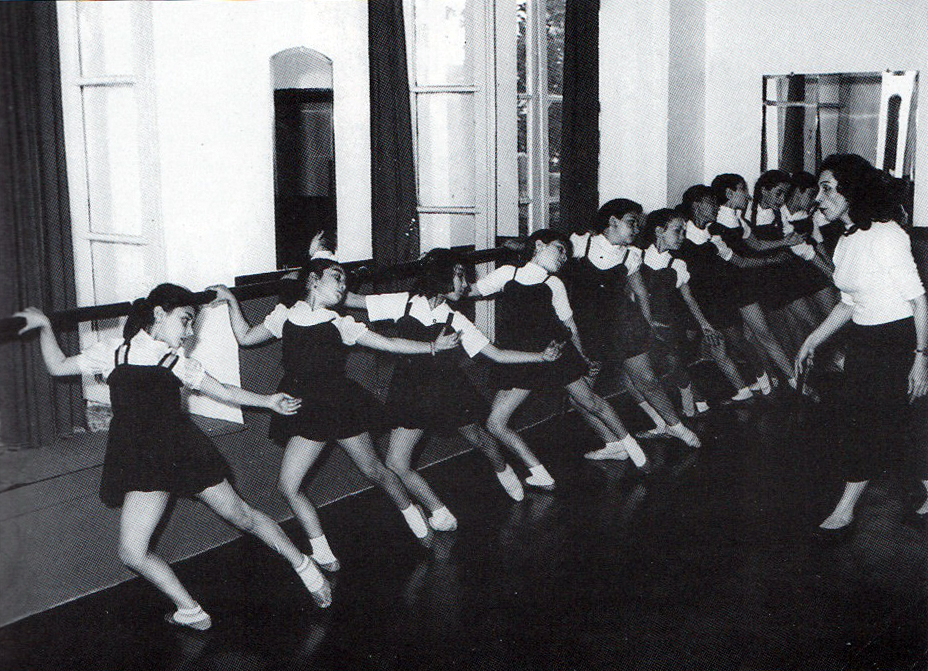
کلاس باله مادام یلنا در تهران، ۱۹۴۹

یلنا آودیسیان (به ارمنی: Ելենա Աւետիսիյան) با نام هنری مادام یلنا (زاده ۱۹۱۰ - درگذشته ۲۰۰۰) رقصندهٔ باله و یکی از بنیانگذاران «هنر باله در ایران» به همراه سرکیس جانبازیان، «مادام کرنلی» بود.

## زندگی‌نامه
یلنا آودیسیان در سال ۱۹۱۰ میلادی (۱۲۸۸ خورشیدی) در کنستانتینوپل متولد شد. در سال ۱۹۱۵ م (۱۲۹۴ خ) در پی نسل‌کشی ارمنی‌ها توسط دولت ترکیه عثمانی با خانوادهٔ خویش به بلغارستان مهاجرت کرد.
وی سپس برای روسیه نقل مکان نمود و در «هنرستان بالهٔ اودسا» ODESA به تحصیل پرداخت و سپس روانهٔ ارمنستان گردید. بعد از ازدواج در ارمنستان به تبریز مهاجرت نمود و در سال ۱۹۶۲ م (۱۳۴۱ خ) در تهران اقامت گزید.
یلنا آودیسیان در تبریز و تهران به تشکیل گروه‌های تئاتری و رقص باله، طراحی و اجرای باله براساس داستان‌های ایرانی و تدریس باله پرداخت. مادام یلنا، طی دوران فعالیت هنری خود، جوایز فراوانی کسب کرد و شهرت بسیاری به دست آورد به گونه‌ای که افتخار بسیاری از هنرمندان و آموزگاران باله این بود که از شاگردان مادام یلنا بوده‌اند.
وی در سال ۲۰۰۰ میلادی (۱۳۷۹ خورشیدی) در لس آنجلس بدرود حیات گفت. از او دو دختر با نام‌های لائورا و ژولیت برجای مانده که راه وی را ادامه می‌دهند.

## آثار
وی منشأ خدمات ارزنده‌ای در عرصهٔ هنری گشت. از میان آثار وی می‌توان به «گل شیراز»، «مرگ عقاب»، «فواره‌های میدان فردوسی» و … اشاره کرد.